# 矢頭保
矢頭 保（やとう たもつ、1925年(?) - 1973年5月20日）は、日本の写真家。
兵庫県西宮市生まれ。1952年、宝塚歌劇団・男子研究生第4期生として入団。本名・高田実男。芸名は「高田延昇」。日本のメール・ヌード（男性裸体のアート写真）の第一人者と言われている。

## 来歴
1925年ごろ西宮で生まれたと言われているが、はっきりした生い立ちはわかっていない。　宝塚歌劇団・男子研究生（宝塚歌劇団・男子部）になり、その風貌と男性的体格から和製ターザンと呼ばれたが、1954年に軽演劇集団宝塚新芸座へ移った。ダンスが得意であった為、その後北野劇場ダンシングチームに移った。
1956年頃東京へ赴いて「日活」に所属し、1958年からは「高田保」、1961年からは「矢頭健男」の芸名を名乗って、アクション場面等に出演した。1959年葉山良二・赤木圭一郎出演の「大学の暴れん坊」に、「イタチの勝」役で出演し、赤木圭一郎との格闘シーンを演じた。
このシーンでは、体格・顔立ちをはっきりと確認する事ができる。
1950年代の中ごろ、東京在住の米国人で三島由紀夫の「仮面の告白」の翻訳者であり、出版社ウェザヒル社の経営者であり、元米軍情報関係将校のメレディス・ウェザビー（Meredith Weatherby 別名テックス・ウエザビー）と新宿のゲイ・バーで知り合い、ハーディバラックス（NSA＝米国国家安全保障局)に挟まれた麻布竜土町(現在の六本木7丁目)にあったウエザビー邸に同棲し庇護を受ける。英語版WikipediaのMeredith Weatherby 項目には「He was also a long-term patron and romantic partner of the photographer Tamotsu Yato.」と記載がある。
同邸には一時期、映画評論家のドナルド・リチーも居住していた。

## 写真家として
ウエザビーを通じて写真やアートの世界を知り、写真撮影を始める。作家や芸術家など文化人とも交流が始まり、三島由紀夫とも知己を得た。三島は、矢頭の日本で初期のゲイ写真集『体道～日本のボディビルダーたち』（1966年）や 『裸祭り』（1969年）に序文を寄せており、自身も褌姿でモデルを務め、その写真は『体道～日本のボディビルダーたち』に掲載されている。また、彼の「切腹写真」を撮影したのも矢頭保である。これらの写真は、三島由紀夫自身の求めで、撮影されたものと言われている。
1970年公開の20世紀FOX映画『トラ・トラ・トラ!』（TORA!TORA!TORA!）には、スチールカメラマンとして参加している。これにはウエザビーも大使役で出演している。
1970年から1971年ごろにかけ、ウエザビーに新恋人が現れたことから同居を解消され、ウエザビー邸を出て高田馬場で一人暮らしを始めた。親しくしていた三島も同時期に亡くなったことも重なって精神的に打撃を受け、鬱状態に陥った。失意の中、カラー写真による出版物を計画していたが（それまでの出版物は、モノクロであった）、1973年5月、睡眠中に心臓疾患で急逝。享年48。友人だった高橋睦郎は、当時の矢頭は危険なセックスに悩んでいたようで、それも死の遠因でないかと語っている。ウエザビーは矢頭の死後、離日。葬儀は、かつて暮らしていたウエザビー邸近くの法庵寺で親しい友人によって執り行われた。死後、矢頭の親族が現れ、作品の発表や写真集の再版を禁じた。ネガやプリントは親族によってすべて処分されたが、東京とサンディエゴに一部秘匿されているという。
「矢頭保という伝説的カメラマンがいた。OTOKOという写真集が有名なんだけれども（三島由紀夫のヌードも撮ってろ）、彼の好みはゴツくて古風の日本的イモ青年だった。今では絶滅寸前天然記念物状態の胴長、短足、短髮エラのはったイモ兄ちゃんである。この写真集はそんなタイプの男が見られるという意味でも貴重本...」— 長谷川サダオ, Paradise Visions

## 出版物
- 『体道～日本のボディビルダーたち』, ウェザヒル出版社（1966年）
- 『裸祭り』, 美術出版社（1969年）
- 『OTOKO: Photo-Studies of the Young Japanese Male』, Los Angeles: Rho-Delta Press, 1972